# Grog
El grog és una beguda feta amb aigua calenta ensucrada, barrejada amb un licor, habitualment rom, però també kirsch, conyac o d'altres. Pot contenir aromatitzants, per exemple llimona.

## Ingredients i elaboració
Ingredients de la beguda moderna i que difereixen de la que fou popularitzada originàriament a l'English Royal Navy de 1740:
- Rom negre
- Una cullerada de sucre
- Suc de llima
- Una branca de canyella
- Aigua bullent

Es barregen els ingredients i s'hi afegeix aigua bullent fins a omplir el got.

## Història
Fou usada per la marina britànica com a forma de reduir el consum de rom per part dels mariners, i perquè els soldats que havien de combatre a la mar es mantinguessin prou conscients per a enfrontar-se als temibles combats; va romandre com a part de la ració diària de menjar fins a 1970. De fet, l'etimologia de l'adjectiu grogui (de groggie), situa la paraula en la definició de l'estat en el qual restaven els qui abusaven del grog.
El grog com a beguda espirituosa ha influït en jocs d'ordinador com "The Secret of Monkey Island" on els pirates del videojoc estaven força acostumats a prendre'n. També és un dels elements amb els quals es pot comerciar entre skylands al joc en línia MMORPG Skyrates. És un bé relativament difícil de trobar i, per tant, molt preuat.